# Philippe Sandler
Philippe Sandler (ur. 10 lutego 1997 w Amsterdamie) – holenderski piłkarz amerykańskiego pochodzenia występujący na pozycji obrońcy w holenderskim klubie Feyenoord. Wychowanek Ajaksu, w trakcie swojej kariery grał także w takich zespołach, jak PEC Zwolle, Troyes AC, Anderlecht i Manchester City. Młodzieżowy reprezentant Holandii.